# Songs in the Key of Rock
Songs in the Key of Rock – dziewiąty album studyjny brytyjskiego muzyka Glenna Hughesa. Wydawnictwo ukazało się 21 października 2003 roku nakładem wytwórni muzycznej Frontiers Records. W nagraniach Hughesa wsparli gitarzyści JJ Marsh i Jeff Kollman, perkusista Gary Ferguson oraz klawiszowiec Ed Roth. Gościnnie w nagraniach wzięli udział ponadto znany z występów w zespole Red Hot Chili Peppers perkusista Chad Smith oraz basista Billy Sheehan, członek formacji Mr. Big.

## Lista utworów
Opracowano na podstawie materiału źródłowego.
| Nr  | Tytuł utworu                     | Autorzy                              | Długość |
| --- | -------------------------------- | ------------------------------------ | ------- |
| 1.  | „In My Blood”                    | Glenn Hughes, JJ Marsh               | 4:39    |
| 2.  | „Lost In The Zone”               | Glenn Hughes, JJ Marsh, Jeff Kollman | 4:26    |
| 3.  | „Gasoline”                       | Glenn Hughes, JJ Marsh               | 3:10    |
| 4.  | „Higher Places (Song For Bonzo)” | Glenn Hughes, Jeff Kollman           | 5:04    |
| 5.  | „Get You Stoned”                 | Glenn Hughes                         | 4:49    |
| 6.  | „Written All Over Your Face”     | Glenn Hughes, JJ Marsh               | 8:33    |
| 7.  | „Standing On The Rock”           | Glenn Hughes, Jeff Kollman           | 3:46    |
| 8.  | „Courageous”                     | Glenn Hughes                         | 4:25    |
| 9.  | „The Truth”                      | Glenn Hughes                         | 3:28    |
| 10. | „Wherever You Go”                | Glenn Hughes, JJ Marsh               | 5:31    |
|     |                                  |                                      | 47:51   |

| Edycja japońska | Edycja japońska                  | Edycja japońska                      | Edycja japońska |
| Nr              | Tytuł utworu                     | Autorzy                              | Długość         |
| --------------- | -------------------------------- | ------------------------------------ | --------------- |
| 1.              | „In My Blood”                    | Glenn Hughes, JJ Marsh               | 4:39            |
| 2.              | „Lost In The Zone”               | Glenn Hughes, JJ Marsh, Jeff Kollman | 4:26            |
| 3.              | „Gasoline”                       | Glenn Hughes, JJ Marsh               | 3:10            |
| 4.              | „Higher Places (Song For Bonzo)” | Glenn Hughes, Jeff Kollman           | 5:04            |
| 5.              | „Get You Stoned”                 | Glenn Hughes                         | 4:49            |
| 6.              | „Written All Over Your Face”     | Glenn Hughes, JJ Marsh               | 8:33            |
| 7.              | „Standing On The Rock”           | Glenn Hughes, Jeff Kollman           | 3:46            |
| 8.              | „Courageous”                     | Glenn Hughes                         | 4:25            |
| 9.              | „Change”                         | Glenn Hughes, JJ Marsh               | 4:35            |
| 10.             | „The Truth”                      | Glenn Hughes                         | 3:28            |
| 11.             | „Wherever You Go”                | Glenn Hughes, JJ Marsh               | 5:31            |
| 12.             | „Higher Places (reprise)”        | Glenn Hughes, Jeff Kollman           | 1:08            |
|                 |                                  |                                      | 53:34           |

## Twórcy
Opracowano na podstawie materiału źródłowego.

- Glenn Hughes – gitara basowa, wokal prowadzący, produkcja muzyczna
- Jeff Kollman – gitara elektryczna, realizacja nagrań, edycja cyfrowa, miksowanie, produkcja muzyczna
- Alex Ligertwood – wokal wspierający
- Gary Ferguson – perkusja
- Chad Smith – perkusja („Get You Stoned”)
- Billy Sheehan – gitara basowa („Change”)
- Evan Beigel – inżynieria dźwięku
- JJ Marsh – gitara elektryczna
- Ed Roth – instrumenty klawiszowe
- John Harrell, Gabrielle Hughes – zdjęcia